# José Eugenio Azpiroz
José Eugenio Azpiroz Villar (San Sebastián, 5 de marzo de 1955) es un político y abogado español, diputado del Partido Popular por Guipúzcoa entre 1993 y 2015.

## Biografía
Diputado de la V, VI, VII, VIII, IX y X Legislaturas. Licenciado en Derecho. Abogado. Portavoz en Juntas Generales de Guipúzcoa (1987-1996). Presidente del Partido Popular del País Vasco 1988-1989. Presidente del PP de Guipúzcoa 1983, 1987-1989, 1995-1996.

### Actividad en el Congreso
- Vocal Suplente de la Diputación Permanente
- Vocal de la Comisión de Justicia
- Portavoz de la Comisión de Trabajo y Asuntos Sociales
- Vocal de la Comisión no perm. de seguimiento y evaluación acuerdos Pacto de Toledo

## Obras
- Azpiroz Villar, José Eugenio (2016). La protección jurídica de la vida humana. Universidad Complutense de Madrid. ISBN 978-84-8481-177-0.